# 1756 w polityce

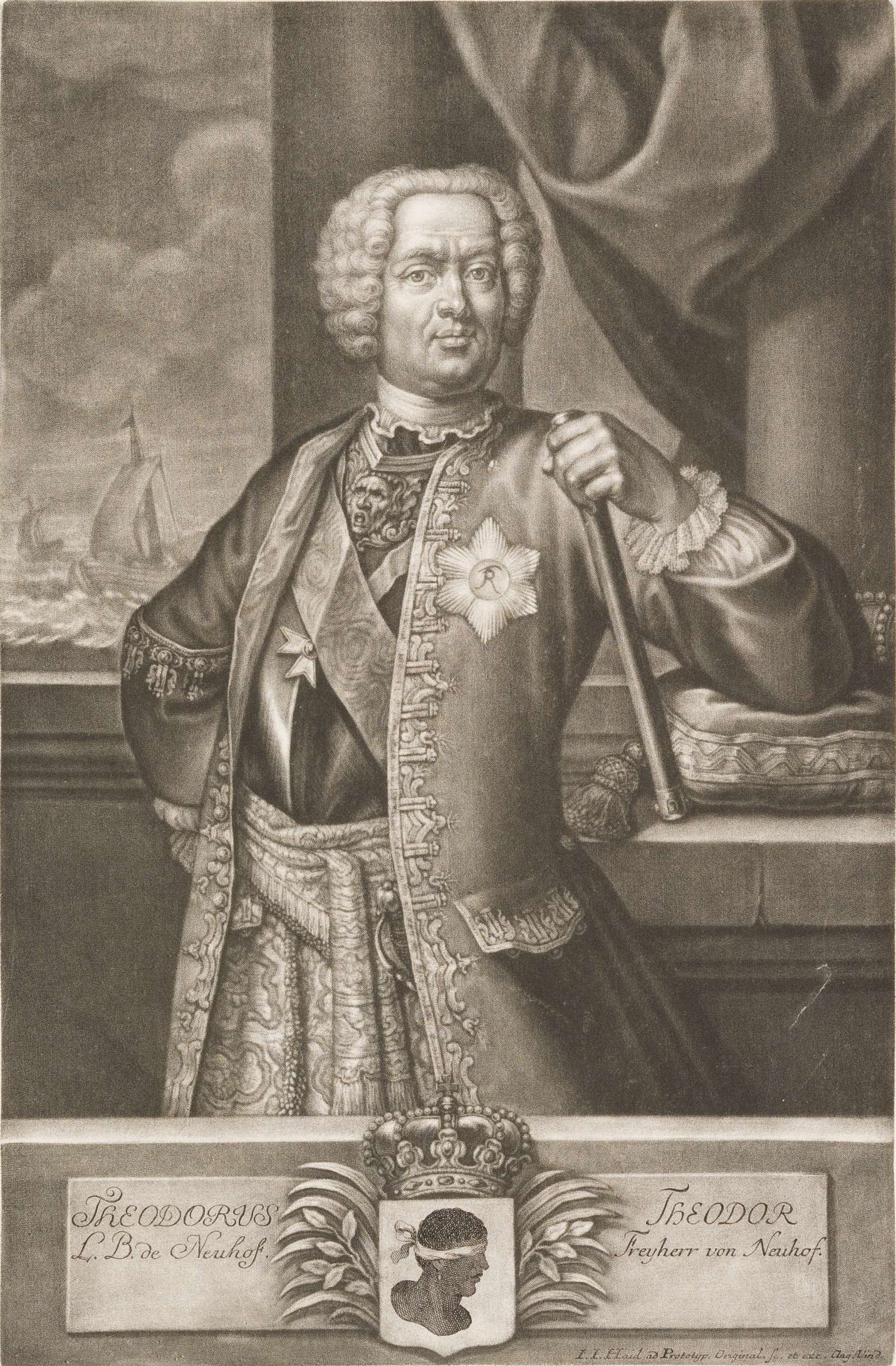
Teodor I Neuhoff

Wydarzenia polityczne w 1756 roku.

## Zmarli
- Teodor I Neuhoff, król Korsyki[1].